# Antichiroides subaenea
Antichiroides subaenea är en skalbaggsart som beskrevs av Hermann Burmeister 1844. Antichiroides subaenea ingår i släktet Antichiroides och familjen Rutelidae. Inga underarter finns listade i Catalogue of Life.